# 4 ventôse
4 pluviôse 4 germinal
Le quartidi 4 ventôse, officiellement dénommé jour du troène, est le 154e jour de l'année du calendrier républicain.
C'était généralement le 22e jour du mois de février dans le calendrier grégorien.